# Маркош, Йожеф
Йо́жеф Ма́ркош (венг. Markos József, псевдоним Альфонзо — Alfonsó или позже Alfonzó, при рождении Йожеф Ма́ркштейн, венг. Markstein József, 28 февраля 1912, Будапешт — 31 мая 1987) — венгерский актёр и юморист.
Альфонзо был мастером пародии, в которой он использовал также элементы пантомимы. Свои номера он разрабатывал сам до мельчайших деталей. Одной из выдающихся ролей была пародия на «Дядю Ваню» Антона Чехова.

## Семья
Альфонзо имел троих детей. Самый старший сын, Дьёрдь Маркош — тоже актёр и юморист, они часто выступали вместе. Дочь — Жужа Маркош (1954—1995). Младший сын, Иштван Маркош, жил в Канаде 25 лет, там учился в университетах в Оттаве и Монреале, а с 2001 г. он преподаёт английский и французский языки и переводит с этих языков в Канаде и Венгрии.

## Карьера

### Жизнь до сцены
Уже ребёнком он был сильным. Его отец занимался торговлей домашней птицей, и Альфонзо, будучи школьником, помогал ему в работе. Он вынужден был покинуть торговую школу из-за конфликта с одним из учителей. Сначала он работал учеником автомеханика в фирме «Рока и Тарша» («Róka és Társa»), но в 1930 г. он начал работать в цирке артистом.

### Годы странствий
Этим он вызвал возмущение семьи: они послали его в Страсбург к знакомому, но Альфонзо вместо этого поехал в Париж, где провёл восемь месяцев, работая автомехаником в автомобильной компании «Рено́». Это тоже не понравилось ему, он вернулся домой и снова начал работать артистом в варьете «Алпеши Фалу» («Alpesi falu»), потом поехал с ними на гастроли в Софию (Болгария). Здесь как «непобедимый бык из Хортобадя» он ездил по стране. А в Варне турецкий противник победил его.
После этого он вернулся домой, где сначала стал продавцом (в магазине «Семзе» на площади Кальвина), но благодаря своим физическим способностям он скоро освободился от этой работы и в 1933 г. устроился танцором в «Рояль Ревю Варьете». Это ещё не означало выбора между театральной сценой и цирковой ареной: он подписал договор на год о работе танцором в Италии, но потом снова присоединился к странствующему цирку. После военной службы устроился в «Варьете Аризона» эстрадным танцором. Когда перед одним шоу его покрасили золотой краской, ему стало плохо. Тогда его заметила Мисс Аризона, с которой он потом выступал. Оттуда его уволили, потому что он подрался с графом Фештетичем. Из мюзик-холла «Голубая мышь» он попал в Египет, затем в Судан, Ливан, Сирию и Турцию, где выступал в мюзик-холлах и варьете. В 1937 и 1938 годах он выступал в кино-варьете в Италии, где вместе работал в том числе с Марселем Марсо и молодым Луи Армстронгом, а потом в варьете «Олимпия» в Париже.

### Снова в Будапеште
Возвратившись на родину, Альфонзо танцевал в баре «Шанхай», а потом в «Мулен Руж», который находился напротив варьете Аризона. В то время он подружился с Маньи Кишш и Кальманом Латабаром. Актёрская карьера Альфонзо под псевдонимом Джо Стен началась, когда Эрне Флашнер, владелец «Мулен Руж», заметил его талант к пародии и послал его на сцену.
В 1940 г. постановлением было запрещено выступление артистов с английскими и французскими фамилями, поэтому Альфонзо принужден был изменить свой псевдоним. Его новый псевдоним, с которым он уже не расстался до конца жизни, произошёл, по его словам, когда он услышал в новостях по радио, что умер испанский король Альфонс XIII. Альфонзо использовал его имя в испанской версии с 1941 г.

### Со времён войны по 1980-е годы
В 1944 г. Альфонзо был направлен на принудительные работы, но сбежал и прятался. С октября 1944 г. он работал операционным санитаром в больнице «Рокуш». Потом попал в Сегед переводчиком раненого русского офицера, с которым Альфонзо познакомился в больнице. В Сегеде Альфонзо начал работать актёром, исполняющим маленькие роли. С 1948 г. он снова жил в Будапеште. Долгое время работал партнёром Родольфо в столичном цирке (Fővárosi Nagycirkusz). В 1952 году Альфонзо стал членом труппы Королевского Театра (Royal Színház), в том же году он вступил в труппу театра «Видам Синпад» («Vidám Színpad»). После периода странствий это принесло ему стабильность в жизни, он там работал до самой пенсии.
Уже с 1950-х годов Альфонзо снимался в фильмах, сначала в эпизодических ролях, а также в рекламных роликах. Некоторые фразы из его текстов в этих роликах стали крылатыми выражениями.
Некоторое время им снова овладел инстинкт странствий, летом 1956 года он отправился на трёхмесячные гастроли в Советский Союз, и поэтому он пропустил революцию 1956 года, хотя его квартиру разграбили. Возвратившись домой, он опять отправился за границу, выступал в Вене (Австрия) и в Бельгии, в том числе вместе с Тото и Витторио де Сика, был комиком при Жаке Тати. Затем вернулся в «Видам Синпад» и венгерское кино.

## Роли в фильмах и мультфильмах
В скобках название роли
- 1978 Розарий на шести хольдах / Hatholdas rózsakert
- 1974 Keménykalap és krumpliorr (Багамери, продавец собственного мороженого)
- 1974 Kérem a következőt! (голос в мультфильме)
- 1974 Örökzöld fehérben, feketében (аптекарь)
- 1974 A Mézga család különös kalandjai (мультфильм)
- 1973 Hét tonna dollár
- 1971 Hahó, Öcsi! (мусорщик)
- 1971 Hahó, a tenger!
- 1971 Kapaszkodj a fellegekbe! I—II.
- 1970 N.N. a halál angyala (Тот)
- 1970 A halhatatlan légiós — akit csak Péhovardnak hívtak
- 1970 Én vagyok Jeromos (Еромош)
- 1969 Gyere az állatkertbe velünk! Короткий телефильм
- 1967 Kérdések a szerelemről
- 1967 Nem várok holnapig
- 1966 Minden kezdet nehéz I—II.
- 1966 Közbejött apróság
- 1966 Nem szoktam hazudni
- 1966 És akkor a pasas… (дядя Йожи)
- 1964 Kár a benzinért (Полачек)
- 1963 Éjszaka is kézbesítendő
- 1963 Meztelen diplomata (непокорный гость)
- 1962 Csudapest
- 1962 Dunai kirándulás
- 1961 Puskák és galambok
- 1961 Nem ér a nevem (ревнующий муж)
- 1961 Все невиновны? / Mindenki ártatlan?
- 1961 Napfény a jégen
- 1960 Két emelet boldogság (ухажер Альбертины)
- 1956 Tanár úr kérem… (учитель физкультуры)
- 1956 Dollárpapa (тюремщик)
- 1955 Idefigyeljenek emberek — короткий фильм
- 1953 Ifjú szívvel
- 1953 Kiskrajcár
- 1952 A képzelt beteg
- 1951 Civil a pályán (операционный санитар)
- 1951 A selejt bosszúja
- 1949 Díszmagyar

## Книги
- 1975 Ide figyeljenek, emberek!

## Премии
- 1952 — Орден Венгерской Народной Республики второй степени (4 апреля 1952)
- 1969 — Заслуженный артист Венгерской Народной Республики
- 1982 — Орден Труда первой степени